# Louis De Ridder (schaatser)
Louis De Ridder (Antwerpen, 9 juni 1902 - 5 mei 1981) was een Belgisch schaatser, rolschaatser, ijshockeyer en bobsleeër.

## Levensloop
De Ridder was actief in het ijshockey bij Brussels IHSC. Vanaf seizoen 1924-'25 maakte hij de overstap naar Le Puck d’Anvers en het daaropvolgende seizoen kwam hij uit voor Cercle des Patineurs Anversois. Vanaf seizoen 1933-'34 speelde hij voor CSH Bruxelles. Daarnaast nam hij met het Belgisch ijshockeyteam onder meer deel aan de Olympische Winterspelen van 1924 en 1936. Ook nam hij met de nationale equipe deel aan de wereldkampioenschappen van 1930, 1933 en 1934, alsook aan de Europese kampioenschappen van 1923, 1924, 1925, 1927 en 1929. Op het EK van 1924 behaalde hij met de nationale ploeg brons en op de editie van 1927 zilver.
Ook was hij actief in het (rol-)schaatsen. Op de Olympische Winterpelen van 1924 te Chamonix werd hij 19e op zowel de 500 meter als de 1500 meter. Op de Europese kampioenschappen rolschaatsen van 1930 behaalde De Ridder goud op zowel de 1000 meter, de 10.000 meter als de 25.000 meter.
Ten slotte was De Ridder ook actief in het bobsleeën. Met het Belgische bobsleeteam nam hij onder meer deel aan de Olympische Winterspelen van 1936 te Garmisch-Partenkirchen in de 4-mansbob, samen met Max Houben, Martial Van Schelle en Paul Graeffe eindigde hij er vijfde in de eindrangschikking.
Hij was de stiefvader van kunstschaatster Micheline Lannoy.

## Persoonlijke Records

### Schaatsen
| Afstand      | Persoonlijk record | Datum           | Locatie   |
| ------------ | ------------------ | --------------- | --------- |
| 500 meter    | 50.40              | 21 januari 1925 | Chamonix  |
| 1000 meter   | 2:13.00            | 10 maart 1922   | Antwerpen |
| 1500 meter   | 2:44.60            | 21 januari 1925 | Chamonix  |
| 3000 meter   | 7:51.00            | 26 maart 1927   | Parijs    |
| 5000 meter   | 10:35.20           | 21 januari 1925 | Chamonix  |
| 10.000 meter | 22:24.00           | 19 januari 1923 | Chamonix  |